# 飯島省三郎
飯島 省三郎（いいじま しょうざぶろう、1858年10月11日（安政5年9月5日） - 1910年（明治43年）3月24日）は、日本の政治家。衆議院議員（1期）。

## 経歴
常陸国筑波郡新戸村（茨城県筑波郡小張村、伊奈村、伊奈町を経て現つくばみらい市）出身。漢学と英語と数学を学ぶ。農業と養蚕、製糸業を営む。茨城県会議員となる。
1904年の第9回衆議院議員総選挙において茨城県郡部から憲政本党公認で立候補して当選した。衆議院議員を1期務め、1908年の第10回衆議院議員総選挙には不出馬。1910年死去。